# 육화의 용사
육화의 용사(六花の勇者, Rokka: Braves of the Six Flowers)는 야마가타 이시오가 집필하고 미야기가 일러스트를 그린 일본의 라이트 노벨 시리즈이다. 슈에이샤는 2011년 8월부터 6권을 출판했다. 케이 토루의 만화 각색판이 2012년 2월 잡지 슈에이샤의 슈퍼 대쉬 & 고!에서 연재를 시작했다. 라이트 노벨과 만화 각색 모두 북미 지역에서 옌 프레스에 의해 라이센스를 받았다. 파시오네가 제작하고 타카하시 타케오가 감독한 애니메이션 TV 시리즈는 2015년 7월 4일부터 9월 19일까지 일본에서 방영되었다.